# Sukhwinder Singh (1983)
Sukhwinder Singh (Nawanshahr, 12 marzo 1983) è un calciatore indiano, centrocampista svincolato.